# Buddy Buddy
Buddy Buddy (llamada Aquí, un amigo en España, y Compadres en Argentina) es una película de comedia estadounidense de 1981 dirigida por Billy Wilder y protagonizada por Jack Lemmon y Walter Matthau. El poco éxito de crítica y público de la película hizo que Wilder abandonara la dirección cinematográfica. La película está basada en la obra de teatro homónima de Francis Veber, llevada ya al cine en Francia con el título de L'emmerdeur.

## Argumento
Trabucco (Walter Matthau) es un asesino a sueldo contratado para liquidar a los tres testigos claves en el juicio contra un capo mafioso. Consigue su objetivo con dos de ellos, pero la cosa se complica con el tercero, Rudy “Disco” Gambola, fuertemente custodiado por la policía.
Instalado en una habitación de un hotel enfrente de los juzgados, Trabucco espera la llegada de Gambola para, a la manera de un francotirador, acabar con él. Pero su vecino de habitación, Victor Clooney (Jack Lemmon), a quien su mujer (Paula Prentiss) ha abandonado por un famoso sexólogo, el doctor Zuckerprot, pone en peligro su misión cuando intenta vanamente suicidarse.
El insociable Trabucco no tendrá más remedio que ayudarle, llevándole incluso a la clínica dirigida por Zuckerprot para que Clooney intente, sin conseguirlo, reconciliarse con Celia, su infiel esposa.
De vuelta al hotel, y debido a una inyección que por error le ha puesto el sexólogo, Trabucco se ve incapacitado para llevar a cabo su misión. Victor Clooney, agradecido por la ayuda prestada por Trabucco, se ofrece para ser él quien dispare al soplón. Su impericia le hace, sin embargo, errar el tiro, matando a un policía de la escolta, el cual, por suerte para Trabucco, resulta ser Rudy Gambola, a quien el capitán Hubris había obligado a cambiar su impecable traje blanco por el uniforme de un policía.
Trabucco y Victor Clooney consiguen escapar. El primero se retira a una isla paradisíaca, a la cual desembarca el segundo huyendo de la policía tras incendiar la clínica del doctor Zuckerprot.